# Az első csapat
Az első csapat (cseh nyelven: První parta) Karel Čapek 1937-ben megjelent kisregénye. Magyar fordításban először Az első osztag címmel jelent meg Czagány Iván fordításában, majd 1956-tól már Szekeres György fordításában adta ki az Európa Könyvkiadó Az első csapat címmel.

## Történet
|  | Alább a cselekmény részletei következnek! |

Az első csapat főhőse Púlpan Stanislav, azaz Standa, egy tizenéves fiú, aki árván maradt, és ezért tanulmányait félbehagyva kénytelen szénbányában dolgozni csillésként. A kisregény kerettörténetét egy bányakatasztrófa adja, ahol egy robbanás során három bányász az egyik vágatban reked. Standa elsőnek jelentkezik önkéntesként a lent rekedtek kimentésére induló mentőcsapatba. Így tapasztalatlansága ellenére bekerül az első csapatba, csupa régi bányász közé. Együtt teljesíti velük az első váltást, aznap este már együtt megy velük a helyi kocsmába, befogadják maguk közé. A következő napon azonban újabb robbanás történik, amiben Standa is súlyosan megsérül, összeroncsolódik a bal kézfeje. A csapat nélküle folytatja a munkát, és míg ő a kórházban van, harmadszor is sorra leszállnak a bányába, hogy a lent rekedt bányászokat vagy legalább azok holttestét kiszabadítsák. Az áttöréskor azonban rájuk szakad a főte, egyikük azonnal meghal, és a többiek is csak csodával határos módon tudnak megmenekülni. A mentést leállítják, az első csapat feloszlik – Standa pedig mindezeken keresztül férfivá érik.
|  | Itt a vége a cselekmény részletezésének! |

## Megjelenések

### Cseh nyelven
1. První parta, 1937

### Magyarul
1. Az első osztag. Regény; ford. Czagány Iván; Csehszlovákiai Magyar Kiadó, Bratislava, 1955
2. Az első csapat; ford. Szekeres György; Új Magyar Kiadó, Bp., 1956
3. Az első csapat In: Elbeszélések, A világirodalom remekei; Európa Könyvkiadó, Budapest, 1967, ford.: Szekeres György